# 大阪市立湯里小学校
大阪市立湯里小学校（おおさかしりつ ゆざとしょうがっこう）は、大阪府大阪市東住吉区にある公立小学校。

## 概要
地域が宅地化したことにより1960年代半ばには大阪市立南百済小学校の児童数が増加し、同校は児童数2000人を超えるマンモス校となっていた。
1970年代に入り南百済小学校校区を分割して小学校を新設する話が具体化し、1976年に南百済小学校より分離開校した。校名の「湯里」は学校周辺の地名に由来するが、かつて学校周辺の地域で温泉が湧出したことが地名の起こりだといわれている。

## 沿革
- 1975年 - 学校建設工事が始まる。
- 1976年3月31日 - 第1期工事が竣工。
- 1976年4月1日 - 大阪市立湯里小学校として現在地に開校。新2-4年生を大阪市立南百済小学校より編入。
- 1976年11月19日 - 開校式を実施。

## 通学区域
- 大阪市東住吉区 湯里3-6丁目。

卒業生は大阪市立中野中学校へ進学する。

## 交通
- 近鉄南大阪線 矢田駅 北東へ約1.1km、針中野駅 南東へ約1.2km。
- 地下鉄谷町線 喜連瓜破駅 西へ約1.2km。